# Будино (деревня, Могилёвская область)
Бу́дино (бел. Будзіна) — деревня в составе Радомльского сельсовета Чаусского района Могилёвской области Республики Беларусь.

## Население
- 2010 год — 44 человека